# Conocephalus guangdongensis
Conocephalus guangdongensis är en insektsart som beskrevs av Shi, F-m. och Liang 1997. Conocephalus guangdongensis ingår i släktet Conocephalus och familjen vårtbitare. Inga underarter finns listade i Catalogue of Life.